# Kropîvnîk, Dolîna
Kropîvnîk (în ucraineană Кропивник) este o comună în raionul Dolîna, regiunea Ivano-Frankivsk, Ucraina, formată numai din satul de reședință.

## Demografie
Componența lingvistică a comunei Kropîvnîk
     Ucraineană (99,41%)
     Alte limbi (0,54%)
Conform recensământului din 2001, majoritatea populației comunei Kropîvnîk era vorbitoare de ucraineană (99,41%), existând în minoritate și vorbitori de alte limbi.